# Ludwik Wolski
Ludwik Wolski (1835 Wiśnicz – 3. dubna 1887 Vídeň) byl rakouský právník a politik polské národnosti z Haliče, v 2. polovině 19. století poslanec Říšské rady.

## Biografie
V roce 1856 absolvoval práva na Lvovské univerzitě a získal titul doktora práv. Působil pak jako advokát. Po delší dobu byl advokátem ve Lvově, od roku 1862 ve Zoločivu, později přešel do Brzozowa. Zde se zapojil i do veřejného života a podílel se na vzniku tamního pojišťovacího spolku, prvního tohoto typu v Haliči. V roce 1869 se opět přestěhoval do Lvova, kde byl činný jako advokát, a od konce roku 1876 působil ve Vídni.
Angažoval se v politice. Od roku 1870 do roku 1872 zasedal jako poslanec Haličského zemského sněmu za město Drohobyč. Na mandát ovšem rezignoval a stáhl se dočasně z aktivní politiky. Tehdy podnikl delší cestu do zahraničí. Později byl též poslancem Říšské rady (celostátního parlamentu), kam usedl v doplňovacích volbách roku 1877 za kurii městskou v Haliči, obvod Lvov. Slib složil 19. prosince 1877. Mandát zde obhájil ve volbách roku 1879. Rezignaci oznámil dopisem 4. února 1883. V roce 1877 se uvádí jako Dr. Ludwig Wolski, advokát, bytem Vídeň. Byl členem poslanecké frakce Polský klub.
Český tisk ho líčil jako stoupence spolupráce Poláků s německými liberály a nepřítele Čechů. Jeho jméno vešlo ve známost v souvislosti s aférou okolo poslance Ignace Kamińského (souvisela s výstavbou haličské transverzální železniční tratě), kdy byl Kamińského právním zástupcem. V souvislosti s aférou rezignoval i Wolski na mandát poslance.
Byl aktivní i jako publicista. Napsal studii Powstanie polskie w roku 1863, z kommentarzem Macchiawela (1867). Další spis Diagnoza kritizoval historik Józef Szujski, na což Wolski reagoval odpovědí v podobě spisu Odprawa.
Zemřel v dubnu 1887.